# Gunung Hasahatan
Gunung Hasahatan is een bestuurslaag in het regentschap Padang Sidempuan van de provincie Noord-Sumatra, Indonesië. Gunung Hasahatan telt 350 inwoners (volkstelling 2010).